# Aalesunds Fotballklubb 2017
Questa voce raccoglie le informazioni riguardanti l'Aalesunds Fotballklubb nelle competizioni ufficiali della stagione 2017.

## Stagione
A seguito del 9º posto finale della precedente stagione, l'Aalesund avrebbe affrontato il campionato di Eliteserien 2017. Il 15 novembre 2016, è stato reso noto che l'assistente di Trond Fredriksen, Anton Joore, avrebbe continuato a ricoprire questo incarico, rinnovando l'accordo in scadenza col club norvegese. Il 19 dicembre è stato compilato il calendario del nuovo campionato, che alla 1ª giornata avrebbe visto l'Aalesund far visita allo Stabæk, nel weekend dell'1-3 aprile 2016.
Il 7 aprile è stato sorteggiato il primo turno del Norgesmesterskapet 2017: l'Aalesund avrebbe fatto visita all'Herd. La squadra ha superato questo ostacolo ed anche Byåsen e Kjelsås nei turni successivi, prima di arrendersi allo Stabæk.
L'Aalesund ha chiuso la stagione al 15º posto finale, retrocedendo pertanto in 1. divisjon. Arrivata a pari punti con il Sogndal, la squadra è stata condannata dalla peggior differenza reti.

## Maglie e sponsor
Lo sponsor tecnico per la stagione 2017 è stato Umbro, mentre lo sponsor ufficiale è stato Sparebanken Møre. La divisa casalinga era composta da una maglietta arancione con due strisce verticali blu, pantaloncini blu e calzettoni arancioni. Quella da trasferta era costituita da una maglia bianca con rifiniture blu, pantaloncini arancioni e calzettoni blu.
| Casa | Trasferta |

## Rosa
| N. |                        | Ruolo | Calciatore                   |
| -- | ---------------------- | ----- | ---------------------------- |
| 1  | Norvegia (bandiera)    | P     | Andreas Lie                  |
| 2  | Danimarca (bandiera)   | D     | Mikkel Kirkeskov             |
| 3  | Islanda (bandiera)     | D     | Daníel Leó Grétarsson        |
| 4  | Finlandia (bandiera)   | D     | Tero Mäntylä                 |
| 5  | Norvegia (bandiera)    | D     | Oddbjørn Lie                 |
| 6  | Paesi Bassi (bandiera) | D     | Kaj Ramsteijn                |
| 8  | Norvegia (bandiera)    | C     | Fredrik Carlsen              |
| 9  | Svezia (bandiera)      | A     | Valmir Berisha               |
| 10 | Grecia (bandiera)      | A     | Athanasios Papazoglou        |
| 10 | Sudafrica (bandiera)   | A     | Lars Veldwijk                |
| 11 | Islanda (bandiera)     | C     | Aron Þrándarson              |
| 14 | Ghana (bandiera)       | A     | Edwin Gyasi                  |
| 15 | Brasile (bandiera)     | C     | Marlinho                     |
| 18 | Norvegia (bandiera)    | C     | Vebjørn Hoff                 |
| 21 | Norvegia (bandiera)    | C     | Bjørn Helge Riise (capitano) |

| N. |                     | Ruolo | Calciatore           |
| -- | ------------------- | ----- | -------------------- |
| 22 | Islanda (bandiera)  | D     | Adam Örn Arnarson    |
| 23 | Norvegia (bandiera) | P     | Pål Vestly Heigre    |
| 25 | Norvegia (bandiera) | P     | Jan-Lennart Urke     |
| 30 | Norvegia (bandiera) | A     | Mustafa Abdellaoue   |
| 31 | Norvegia (bandiera) | A     | Sebastian Andreassen |
| 32 | Norvegia (bandiera) | P     | Sondre Sødergren     |
| 33 | Norvegia (bandiera) | D     | Anders Myking Waagan |
| 34 | Norvegia (bandiera) | C     | Tobias Heggem        |
| 35 | Norvegia (bandiera) | D     | Lars Valderhaug      |
| 36 | Norvegia (bandiera) | C     | Emil Solnørdal       |
| 37 | Norvegia (bandiera) | D     | Joakim Barstad       |
| 38 | Norvegia (bandiera) | C     | Jørgen Hatlehol      |
| 39 | Norvegia (bandiera) | D     | Sigurd Tafjord       |
| 40 | Norvegia (bandiera) | C     | Sondre Fet           |
| 41 | Norvegia (bandiera) | C     | Markus Karlsbakk     |

## Calciomercato

### Sessione invernale(dal 01/01 al 31/03)
| Arrivi | Arrivi            | Arrivi      | Arrivi     |
| R.     | Nome              | da          | Modalità   |
| ------ | ----------------- | ----------- | ---------- |
| P      | Pål Vestly Heigre | Viking      | definitivo |
| D      | Kaj Ramsteijn     | Almere City | definitivo |
| A      | Valmir Berisha    |             | svincolato |
| A      | Lars Veldwijk     | Kortrijk    | prestito   |

| Partenze | Partenze          | Partenze | Partenze      |
| R.       | Nome              | a        | Modalità      |
| -------- | ----------------- | -------- | ------------- |
| P        | Lars Cramer       |          | svincolato    |
| D        | Edvard Skagestad  |          | svincolato    |
| D        | Vito Wormgoor     |          | svincolato    |
| C        | Peter Orry Larsen |          | svincolato    |
| A        | Franck Boli       | Liaoning | fine prestito |
| A        | Flamur Kastrati   |          | svincolato    |

### Tra le due sessioni
| Arrivi | Arrivi | Arrivi | Arrivi   |
| R.     | Nome   | da     | Modalità |
| ------ | ------ | ------ | -------- |

| Partenze | Partenze        | Partenze   | Partenze      |
| R.       | Nome            | a          | Modalità      |
| -------- | --------------- | ---------- | ------------- |
| D        | Lars Valderhaug | Spjelkavik | definitivo    |
| A        | Lars Veldwijk   | Kortrijk   | fine prestito |

### Sessione estiva(dal 20/07 al 16/08)
| Arrivi | Arrivi                | Arrivi   | Arrivi   |
| R.     | Nome                  | da       | Modalità |
| ------ | --------------------- | -------- | -------- |
| P      | Jan-Lennart Urke      | Hødd     | prestito |
| A      | Athanasios Papazoglou | Kortrijk | prestito |

| Partenze | Partenze          | Partenze     | Partenze   |
| R.       | Nome              | a            | Modalità   |
| -------- | ----------------- | ------------ | ---------- |
| P        | Pål Vestly Heigre | Strømsgodset | definitivo |
| D        | Tero Mäntylä      | Inter Turku  | definitivo |
| D        | Sigurd Tafjord    | Spjelkavik   | definitivo |

### Dopo la sessione estiva
| Arrivi | Arrivi | Arrivi | Arrivi   |
| R.     | Nome   | da     | Modalità |
| ------ | ------ | ------ | -------- |

| Partenze | Partenze         | Partenze    | Partenze   |
| R.       | Nome             | a           | Modalità   |
| -------- | ---------------- | ----------- | ---------- |
| P        | Sondre Sødergren | Kvik Halden | definitivo |

## Risultati

### Eliteserien

#### Girone di andata
| Arbitro: | Steen (Bergen) |

|                          |           |                |
| Omoijuanfo 14’, 20’, 50’ | Marcatori | 65’ Abdellaoue |

| Arbitro: | Kjensli (Oslo) |

|             |           |                                 |
| Carlsen 18’ | Marcatori | 8’, 20’ Mortensen 45’ Jørgensen |

| Arbitro: | Hafsås (Trondheim) |

|               |           |                |
| Tagbajumi 45’ | Marcatori | 17’ Abdellaoue |

| Arbitro: | Hobber Nilsen (Oslo) |

|                                           |           |           |
| Grétarsson 5’ Veldwijk 45’ Abdellaoue 48’ | Marcatori | 72’ Malec |

| Trondheim 23 aprile 2017, ore 18:00 5ª giornata | Rosenborg      | 0 – 0 referto | Aalesund | Lerkendal Stadion (16.948 spett.)\| Arbitro: \| Døvle (Larvik) \| |
| Arbitro:                                        | Døvle (Larvik) |               |          |                                                                   |

| Arbitro: | Hagenes (Flaktveit) |

|                                   |           |                  |
| Riise 61’ Abdellaoue 67’ Hoff 80’ | Marcatori | 21’ Ingebrigtsen |

| Arbitro: | Døvle (Larvik) |

|  |           |                |
|  | Marcatori | 45’ Abdellaoue |

| Arbitro: | Hafsås (Trondheim) |

|  |           |             |
|  | Marcatori | 39’ Stengel |

| Arbitro: | Hobber Nilsen (Oslo) |

|                 |           |                                 |
| Hoff 11’ (aut.) | Marcatori | 28’ (rig.) Abdellaoue 87’ Gyasi |

| Arbitro: | Saggi (Drammen) |

|                                |           |  |
| Abdellaoue 9’ (rig.) Gyasi 26’ | Marcatori |  |

| Arbitro: | Hobber Nilsen (Oslo) |

|                      |           |           |
| Ramsteijn 34’ (aut.) | Marcatori | 81’ Gyasi |

| Arbitro: | Steen (Bergen) |

|  |           |            |
|  | Marcatori | 9’ Ibrahim |

| Arbitro: | Skjerven (Kaupanger) |

|            |           |              |
| Stokke 60’ | Marcatori | 22’ Veldwijk |

| Arbitro: | Kjensli (Oslo) |

|                                                                    |           |              |
| Veldwijk 13’, 64’, 74’ Semb Berge 18’ (aut.) Abdellaoue 33’ (rig.) | Marcatori | 42’ Zekhnini |

| Arbitro: | Døvle (Larvik) |

|            |           |  |
| Nwakali 2’ | Marcatori |  |

#### Girone di ritorno
| Arbitro: | Moen (Haugesund) |

|  |           |                                         |
|  | Marcatori | 22’, 58’ (rig.) Sigurðarson 75’ Brustad |

| Arbitro: | Eskås (Oslo) |

|                            |           |  |
| Ibrahim 55’ Andreassen 84’ | Marcatori |  |

| Arbitro: | Kjensli (Oslo) |

|                                                  |           |                           |
| Papazoglou 36’ (rig.) Abdellaoue 82’ (rig.), 90’ | Marcatori | 10’ Orlov 12’, 69’ Barmen |

| Arbitro: | Hagenes (Flaktveit) |

|                |           |             |
| Papazoglou 90’ | Marcatori | 12’ Høiland |

| Arbitro: | Steen (Bergen) |

|                              |           |                               |
| Åsen 6’ Lehne Olsen 48’, 75’ | Marcatori | 20’ Papazoglou 54’ Þrándarson |

| Arbitro: | Saggi (Drammen) |

|                       |           |                |
| Abdellaoue 78’ (rig.) | Marcatori | 36’ Omoijuanfo |

| Arbitro: | Eskås (Oslo) |

|                                                       |           |                                             |
| Samuelsen 5’ (rig.) Grétarsson 20’ (aut.) Rashani 47’ | Marcatori | 62’ (rig.) Abdellaoue 68’ (aut.) Semb Berge |

| Arbitro: | Lundby (Bøverbru) |

|  |           |             |
|  | Marcatori | 34’ Schulze |

| Arbitro: | Kjensli (Oslo) |

|                             |           |  |
| Grossmüller 27’ Sødlund 81’ | Marcatori |  |

| Arbitro: | Hagen (Grue) |

|                                                             |           |           |
| Näsberg 5’ Ejuke 7’, 29’ Juklerød 66’ Kjelsrud Johansen 70’ | Marcatori | 22’ Gyasi |

| Arbitro: | Hafsås (Trondheim) |

|          |           |                   |
| Hoff 90’ | Marcatori | 86’ Øwre Gjertsen |

| Arbitro: | Hansen (Feda) |

|                                                      |           |  |
| Kippe 24’ Næsbak Brenden 67’ Mathew 77’ Knudtzon 83’ | Marcatori |  |

| Arbitro: | Moen (Haugesund) |

|                          |           |                     |
| Abdellaoue 68’ Gyasi 75’ | Marcatori | 55’ (rig.) Bendtner |

| Arbitro: | Lundby (Bøverbru) |

|               |           |  |
| Mortensen 48’ | Marcatori |  |

| Arbitro: | Steen (Bergen) |

|                                    |           |                                  |
| Abdellaoue 12’, 90’, 90’ Gyasi 54’ | Marcatori | 39’ Jradi 81’ Nguen 88’ Pedersen |

### Norgesmesterskapet
| Arbitro: | Solum Lystad |

|                                                          |           |                                                        |
| Rekdal 9’ Bigseth Mathiesen 43’ Kristjánsson 112’ (rig.) | Marcatori | 56’, 101’ Abdellaoue 65’ Fet 93’ Mäntylä 120’ Veldwijk |

| Arbitro: | Gomo Hammer |

|  |           |                          |
|  | Marcatori | 36’ Berisha 86’ Veldwijk |

| Arbitro: | Amland (Bergen) |

|  |           |              |
|  | Marcatori | 11’ Marlinho |

| Arbitro: | Døvle (Larvik) |

|                                     |           |  |
| Gyasi 20’ Lumanza 41’ Brochmann 47’ | Marcatori |  |

## Statistiche

### Statistiche di squadra
| Competizione       | Punti | In casa | In casa | In casa | In casa | In casa | In casa | In trasferta | In trasferta | In trasferta | In trasferta | In trasferta | In trasferta | Totale | Totale | Totale | Totale | Totale | Totale | DR  |
| Competizione       | Punti | G       | V       | N       | P       | Gf      | Gs      | G            | V            | N            | P            | Gf           | Gs           | G      | V      | N      | P      | Gf     | Gs     | DR  |
| ------------------ | ----- | ------- | ------- | ------- | ------- | ------- | ------- | ------------ | ------------ | ------------ | ------------ | ------------ | ------------ | ------ | ------ | ------ | ------ | ------ | ------ | --- |
| Eliteserien        | 32    | 15      | 6       | 4       | 5       | 26      | 22      | 15           | 2            | 4            | 9            | 12           | 28           | 30     | 8      | 8      | 14     | 38     | 50     | -12 |
| Norgesmesterskapet | -     | 0       | 0       | 0       | 0       | 0       | 0       | 4            | 3            | 0            | 1            | 8            | 6            | 4      | 3      | 0      | 1      | 8      | 6      | +2  |
| Totale             | -     | 15      | 6       | 4       | 5       | 26      | 22      | 19           | 5            | 4            | 10           | 20           | 34           | 34     | 11     | 8      | 15     | 46     | 56     | -10 |

### Andamento in campionato
| Giornata  | 1  | 2  | 3  | 4  | 5  | 6  | 7 | 8 | 9 | 10 | 11 | 12 | 13 | 14 | 15 | 16 | 17 | 18 | 19 | 20 | 21 | 22 | 23 | 24 | 25 | 26 | 27 | 28 | 29 | 30 |
| --------- | -- | -- | -- | -- | -- | -- | - | - | - | -- | -- | -- | -- | -- | -- | -- | -- | -- | -- | -- | -- | -- | -- | -- | -- | -- | -- | -- | -- | -- |
| Luogo     | T  | C  | T  | C  | T  | C  | T | C | T | C  | T  | C  | T  | C  | T  | C  | T  | C  | C  | T  | C  | T  | C  | T  | T  | C  | T  | C  | T  | C  |
| Risultato | P  | P  | N  | V  | N  | V  | V | P | V | V  | N  | P  | N  | V  | P  | P  | P  | N  | N  | P  | N  | P  | P  | P  | P  | N  | P  | V  | P  | V  |
| Posizione | 15 | 15 | 15 | 12 | 12 | 11 | 8 | 9 | 6 | 6  | 6  | 5  | 6  | 4  | 5  | 8  | 9  | 10 | 11 | 12 | 12 | 12 | 14 | 14 | 14 | 15 | 15 | 14 | 14 | 15 |

Fonte:  Eliteserien 2017, su altomfotball.no, Altomfotball. URL consultato il 23 gennaio 2017 (archiviato dall'url originale il 2 febbraio 2017).
Legenda:

Luogo: C = Casa; T = Trasferta. Risultato: V = Vittoria; N = Pareggio; P = Sconfitta.

### Statistiche dei giocatori
| Giocatore        | Eliteserien | Eliteserien | Eliteserien | Eliteserien | Norgesmesterskapet | Norgesmesterskapet | Norgesmesterskapet | Norgesmesterskapet | Coppe europee | Coppe europee | Coppe europee | Coppe europee | Altre coppe | Altre coppe | Altre coppe | Altre coppe | Totale   | Totale | Totale      | Totale     |
| Giocatore        | Presenze    | Reti        | Ammonizioni | Espulsioni  | Presenze           | Reti               | Ammonizioni        | Espulsioni         | Presenze      | Reti          | Ammonizioni   | Espulsioni    | Presenze    | Reti        | Ammonizioni | Espulsioni  | Presenze | Reti   | Ammonizioni | Espulsioni |
| ---------------- | ----------- | ----------- | ----------- | ----------- | ------------------ | ------------------ | ------------------ | ------------------ | ------------- | ------------- | ------------- | ------------- | ----------- | ----------- | ----------- | ----------- | -------- | ------ | ----------- | ---------- |
| M. Abdellaoue    | 30          | 16          | 2           | 0           | 3                  | 2                  | 0                  | 0                  |               |               |               |               |             |             |             |             | 33       | 18     | 2           | 0          |
| S. Andreassen    | 0           | 0           | 0           | 0           | 0                  | 0                  | 0                  | 0                  |               |               |               |               |             |             |             |             | 0        | 0      | 0           | 0          |
| A. Arnarson      | 21          | 0           | 6           | 0           | 4                  | 0                  | 1                  | 0                  |               |               |               |               |             |             |             |             | 25       | 0      | 7           | 0          |
| J. Barstad       | 1           | 0           | 0           | 0           | 0                  | 0                  | 0                  | 0                  |               |               |               |               |             |             |             |             | 1        | 0      | 0           | 0          |
| V. Berisha       | 23          | 0           | 1           | 0           | 4                  | 1                  | 1                  | 0                  |               |               |               |               |             |             |             |             | 27       | 1      | 2           | 0          |
| F. Carlsen       | 27          | 1           | 3           | 0           | 4                  | 0                  | 1                  | 0                  |               |               |               |               |             |             |             |             | 31       | 1      | 4           | 0          |
| S. Fet           | 26          | 0           | 0           | 0           | 3                  | 1                  | 1                  | 0                  |               |               |               |               |             |             |             |             | 29       | 1      | 1           | 0          |
| D. Grétarsson    | 27          | 1           | 5           | 0           | 4                  | 0                  | 0                  | 0                  |               |               |               |               |             |             |             |             | 31       | 1      | 5           | 0          |
| E. Gyasi         | 27          | 6           | 3           | 0           | 2                  | 0                  | 0                  | 0                  |               |               |               |               |             |             |             |             | 29       | 6      | 3           | 0          |
| J. Hatlehol      | 10          | 0           | 1           | 0           | 1                  | 0                  | 0                  | 0                  |               |               |               |               |             |             |             |             | 11       | 0      | 1           | 0          |
| T. Heggem        | 0           | 0           | 0           | 0           | 0                  | 0                  | 0                  | 0                  |               |               |               |               |             |             |             |             | 0        | 0      | 0           | 0          |
| V. Hoff          | 28          | 2           | 3           | 0           | 4                  | 0                  | 0                  | 0                  |               |               |               |               |             |             |             |             | 32       | 2      | 3           | 0          |
| M. Karlsbakk     | 1           | 0           | 0           | 0           | 0                  | 0                  | 0                  | 0                  |               |               |               |               |             |             |             |             | 1        | 0      | 0           | 0          |
| M. Kirkeskov     | 28          | 0           | 2           | 1           | 3                  | 0                  | 2                  | 0                  |               |               |               |               |             |             |             |             | 31       | 0      | 4           | 1          |
| A. Lie           | 29          | -48         | 4           | 0           | 1                  | -3                 | 0                  | 0                  |               |               |               |               |             |             |             |             | 30       | -51    | 4           | 0          |
| O. Lie           | 26          | 0           | 3           | 0           | 4                  | 0                  | 0                  | 0                  |               |               |               |               |             |             |             |             | 30       | 0      | 3           | 0          |
| T. Mäntylä       | 0           | 0           | 0           | 0           | 2                  | 1                  | 0                  | 0                  |               |               |               |               |             |             |             |             | 2        | 1      | 0           | 0          |
| Marlinho         | 10          | 0           | 2           | 0           | 2                  | 1                  | 0                  | 0                  |               |               |               |               |             |             |             |             | 12       | 1      | 2           | 0          |
| A. Myking Waagan | 1           | 0           | 0           | 0           | 0                  | 0                  | 0                  | 0                  |               |               |               |               |             |             |             |             | 1        | 0      | 0           | 0          |
| A. Papazoglou    | 12          | 3           | 3           | 0           | 1                  | 0                  | 0                  | 0                  |               |               |               |               |             |             |             |             | 13       | 3      | 3           | 0          |
| K. Ramsteijn     | 26          | 0           | 7           | 1           | 4                  | 0                  | 2                  | 0                  |               |               |               |               |             |             |             |             | 30       | 0      | 9           | 1          |
| B. Riise         | 16          | 1           | 3           | 0           | 1                  | 0                  | 0                  | 0                  |               |               |               |               |             |             |             |             | 17       | 1      | 3           | 0          |
| S. Sødergren     | 0           | -0          | 0           | 0           | 0                  | -0                 | 0                  | 0                  |               |               |               |               |             |             |             |             | 0        | 0      | 0           | 0          |
| E. Solnørdal     | 1           | 0           | 1           | 0           | 0                  | 0                  | 0                  | 0                  |               |               |               |               |             |             |             |             | 1        | 0      | 1           | 0          |
| S. Tafjord       | 0           | 0           | 0           | 0           | 0                  | 0                  | 0                  | 0                  |               |               |               |               |             |             |             |             | 0        | 0      | 0           | 0          |
| A. Þrándarson    | 24          | 1           | 1           | 0           | 3                  | 0                  | 0                  | 0                  |               |               |               |               |             |             |             |             | 27       | 1      | 1           | 0          |
| J. Urke          | 0           | -0          | 0           | 0           | 0                  | -0                 | 0                  | 0                  |               |               |               |               |             |             |             |             | 0        | 0      | 0           | 0          |
| L. Valderhaug    | 0           | 0           | 0           | 0           | 0                  | 0                  | 0                  | 0                  |               |               |               |               |             |             |             |             | 0        | 0      | 0           | 0          |
| L. Veldwijk      | 16          | 5           | 1           | 0           | 3                  | 2                  | 0                  | 0                  |               |               |               |               |             |             |             |             | 19       | 7      | 1           | 0          |
| P. Vestly Heigre | 1           | -2          | 0           | 0           | 3                  | -3                 | 0                  | 0                  |               |               |               |               |             |             |             |             | 4        | -5     | 0           | 0          |